# Isoetes nuttallii
Isoetes nuttallii är en kärlväxtart som beskrevs av Addison Brown och Georg George Engelmann. Isoetes nuttallii ingår i släktet braxengräs, och familjen Isoetaceae. Inga underarter finns listade i Catalogue of Life.